# Dominique Blanchar
Dominique Blanchar (nombre de nacimiento, Dominique Marie Thérèse Blanchard; París 2 de junio de 1927-19 de noviembre de 2018) fue una actriz de televisión, teatro y cine francesa. Ganó dos Premios Molière en su carrera.

## Carrera
Dominique Blanchar era hija de los actores Pierre Blanchar y Marthe Vinot. Ella fue al concurso de Conservatorio de París. Fue su padre el que le presentó a Louis Jouvet, que le consiguió un papel para el personaje de Agnès para su obra L'École des femmes.
Actriz con una carrera prolífica, especialmente en el teatro, estuvo representando a la Comédie-Française de 1988 a 1989. Fue dirigida por Marcelle Tassencourt para Andrómaca y Topaz. También trabajó con muchos directores como André Barsacq, Michel Fagadau, Raymond Rouleau o Loleh Bellon.
Obutvo dos Molières de comedia como mejor actriz de reparto, por Tout comme il faut de Luigi Pirandello, estrenada en Théâtre Hébertot en 1997 y por Les Femmes savantes de Molière, dirigida por Béatrice Agenin en el Théâtre 13 de 2000.
En cine, trabajó a las órdenes de Jean Delannoy, Anatole Litvak, Luis Saslavsky, Robert Vernay, Michelangelo Antonioni o Pierre Granier-Deferre. También apareció en televisión, recordada sobre todo por su papel de esposa del comisario Maigret, antes de ser reemplazada por Annick Tanguy.

### Vida privada
En 1952, Dominique Blanchar se casó con Jean Servais, que conoció en la Compañía Renaud-Barrault, aunque se divorciaron muy pronto. Su segunda relación fue con el cómico François Darbon, que permanecieron juntos hasta la muerte de éste el 9 de julio de 1998.

## Carrera

### Filmografía
| Año  | Título en español       | Título original        | Director               | Rol                      |
| ---- | ----------------------- | ---------------------- | ---------------------- | ------------------------ |
| 1949 | El secreto de Mayerling | Le secret de Mayerling | Jean Delannoy          | Marie Vetsera            |
| 1951 | Decisión al amanecer    | Decision Before Dawn   | Anatole Litvak         | Monique                  |
| 1952 | Sor intrépida           | Sor intrépida          | Rafael Gil             | Sor María de la Asunción |
| 1959 | Drôles de phénomènes    | Drôles de phénomènes   | Robert Vernay          | Anny Volland             |
| 1959 | Ce corps tant désiré    | Ce corps tant désiré   | Luis Saslavsky         | La hija                  |
| 1960 | La aventura             | L'Avventura            | Michelangelo Antonioni | Giulia                   |
| 1981 | Une étrange affaire     | Une étrange affaire    | Pierre Granier-Deferre | La madre de Louis        |